# Eleutherolaimus sabulicolus
Eleutherolaimus sabulicolus is een rondwormensoort uit de familie van de Linhomoeidae. De wetenschappelijke naam van de soort is voor het eerst geldig gepubliceerd in 1932 door Schulz.